# Titularbistum Diocletianopolis in Palaestina
Diocletianopolis in Palaestina (ital.: Dioclezianopoli di Palestina) ist ein Titularbistum der römisch-katholischen Kirche. 
Es geht zurück auf einen untergegangenen Bischofssitz der antiken Stadt Diokletianopolis in der römischen Provinz Syria Palaestina bzw. Palaestina Prima, das der Kirchenprovinz Caesarea in Palaestina angehörte.
| Titularbischöfe von Diocletianopolis in Palaestina |                                  |                                                                         |                   |                   |
| Nr.                                                | Name                             | Amt                                                                     | von               | bis               |
| 1                                                  | Basilius Bosicskovich OSBM       |                                                                         | 4. September 1759 | 23. Juni 1777     |
| 2                                                  | Simon Quinn                      | Koadjutorbischof von Cloyne (Irland) Koadjutorbischof von Ross (Irland) | 17. August 1779   | 3. Dezember 1787  |
| 3                                                  | Johann Michael Josef von Pidoll  | Weihbischof in Trier (Deutschland)                                      | 21. Februar 1794  | 9. Mai 1802       |
| 4                                                  | Francisco Spolverini             | Weihbischof in Sabina (Italien)                                         | 3. Juli 1826      | 20. Februar 1835  |
| 5                                                  | Johann Michael Leonhard          | Militärordinarius von Österreich-Ungarn (Österreich-Ungarn)             | 1. Februar 1836   | 19. Januar 1863   |
| 6                                                  | James Whelan OP                  | emeritierter Bischof von Nashville (USA)                                | 12. Februar 1864  | 18. Februar 1878  |
| 7                                                  | Anton Johann Zerr                | Weihbischof in Tiraspol (Russland)                                      | 15. März 1883     | 30. Dezember 1889 |
| 8                                                  | Fedele Abbati OFM (Fedele Abati) | emeritierter Bischof in Chios (Osmanisches Reich)                       | 6. Juni 1890      |                   |
| 9                                                  | Antônio Augusto de Assis         | Weihbischof in Mariana (Brasilien)                                      | 2. August 1918    | 24. Februar 1922  |
| 10                                                 | Gerard Vesters MSC               | Apostolischer Vikar von Rabaul (Neuguinea)                              | 16. Februar 1923  | 30. August 1954   |
| 11                                                 | Aníbal Maricevich Fleitas        | Weihbischof in Asunción (Paraguay)                                      | 15. Februar 1957  | 4. Dezember 1965  |